# 六不治
六不治（ろくふち）とは、漢方医学における概念の一つで、古代中国の半ば伝説的な名医である扁鵲（へんじゃく）によって唱えられた。
「どうすれば病気は治るか」ではなく、「どうすれば病気が治らないか」に焦点をあてているところが特色であり、また、言われてみれば当たり前のことであるからこそ末永く原理として尊ばれている。
- 第一の不治
驕恣（きょうし：おごりがひどく、欲ばりであること）で、物事の道理に従わない状態。
- 第二の不治
財（お金など）をけちって身（健康）を軽んじる状態。
- 第三の不治
衣食住を適切にしない、できない状態。
- 第四の不治
陰陽が五臓にとどこおり、気が安定しない状態。
- 第五の不治
身体が衰弱しきって、薬を服用できない状態。
- 第六の不治
巫を信じて医を信じない状態。

この一つの状態でもあてはまる場合は、病気は治らないか、あるいは治すことができても、治療は非常に困難である、とされる。

## 関連事項
- 鍼
- 灸
- 漢方医学
- 漢方薬
- 経絡治療
- 陰陽五行思想
- 扁鵲